# Marco I Sanudo
Marco I Sanudo (Venezia ?, 1153 circa – 1227) fu il fondatore e il primo Duca del Ducato di Nasso.
Nipote da parte di madre del Doge di Venezia Enrico Dandolo, partecipò alla quarta crociata (1204). Fece parte dei negoziati quando la Repubblica di Venezia acquistò l'isola di Candia da Bonifacio I del Monferrato.
Tra il 1205 e il 1207, o secondo alcune fonti poco dopo il 1213-1214, al comando di una flotta occupò l'isola di Nasso, ponendo le basi del Ducato dell'Arcipelago (o Ducato di Nasso). A Nasso costruì una nuova città fortificata, che divenne la capitale dell'isola, Kastro (ora il porto principale). Durante il suo regno, ha combinato i modelli organizzativi bizantino e occidentale.
Divenne vassallo dell'imperatore latino Enrico di Fiandra intorno al 1210 o 1216. Per l'imperatore ha combattuto contro l'Impero di Nicea, mentre per la madrepatria (Venezia) partecipò alla spedizione cretese del 1211.

## Biografia

### Giovinezza e prime apparizioni
La data di nascita di Marco Sanudo non è nota. Si è spesso dedotta dall'età probabile al momento della morte. Secondo il Père Saulger, avrebbe avuto 67 anni nel 1220, per cui poteva essere nato intorno al 1153. La sua prima comparsa nelle cronache medievali è del 1176-1177 circa, a bordo di una delle 30 galee veneziane che, sotto il comando del Doge Sebastiano Ziani, si scontrarono contro 75 galee comandate da Ottone I, conte di Borgogna, figlio dell'imperatore Federico I. Ma la veridicità storica di questa battaglia non è certa. Il primo fatto di cui si abbia conoscenza è la partecipazione alla quarta crociata. Si distinse per il suo coraggio durante la cattura di Zara e Costantinopoli, ma il suo nome non fu tra quelli degli ufficiali comandanti galere. È probabile che fosse a bordo di una galea comandata da uno dei suoi fratelli (Bernardo o Lunardo) o dall'ammiraglia dello zio Enrico Dandolo.

### Le isole Cicladi prima della IV Crociata
Con la riforma dell'imperatore Eraclio I, l'Impero Bizantino era stato diviso in themata. Uno di questi includeva le Cicladi ed il governo centrale aveva cessato di controllare direttamente le isole egee, e di conseguenza a riscuoterne le imposte.
Le isole Cicladi divennero quindi un punto di transito per i commerci verso Costantinopoli delle due potenze marittime rivali Venezia e Genova.

### IV Crociata
Con la IV Crociata, alla quale partecipò la Repubblica di Venezia, i crociati conquistarono l'Impero Bizantino e costituirono l'Impero Latino. Il trattato del 1204 che ne seguì spartì l'impero: un quarto andò a Baldovino I, tre ottavi a Venezia e tre ottavi alle altre potenze crociate.
Le Cicladi non vennero menzionati nel trattato, al contrario delle isole Ionie e alle Sporadi. Furono citate solo le isole Andros e Tinos, la prima andata a Venezia e la seconda a Baldovino. Secondo Paul Hetherington questa mancanza è dovuta al fatto che il trattato si basò sulla riscossione delle tasse bizantine del 1203, ma come già ricordato, in alcune isole, Costantinopoli aveva perso il controllo "fiscale".
Dopo la conquista di Costantinopoli Marco Sanudo divenne giudice presso il tribunale consolare, e prese parte alle trattative di Venezia con Bonifacio per l'acquisto di Candia.

### Nascita del Ducato di Nasso
Venezia e Genova continuarono uno scontro nel mar Egeo per il controllo dei traffici. Marco Sanudo, con lo zio Enrico Dandolo e la benedizione dell'imperatore latino, armò con proprie risorse otto galee per combattere i Genovesi. Tutti i suoi marinai erano Veneziani. Per contenere l'espansione del capoluogo ligure, decise innanzitutto la conquista di Nasso. Sbarcato nell'isola assediò la fortezza Apalyrou, difesa dai genovesi. Secondo alcune fonti, per motivare i propri uomini alla conquista Marco Sanudo fece bruciare le navi, conquista che avvenne dopo cinque settimane e diede ai veneziani il controllo dell'isola.
Marco Sanudo doveva però certificare la propria conquista. Tornato a Costantinopoli apprese la morte dell'imperatore e dello zio.
Nel luglio 1205, Sanudo torna a Venezia, portando la notizia della morte del Doge, e anche per ottenere la conferma della sua conquista. Lì, prese parte alla elezione del nuovo doge Pietro Ziani. Dalle autorità veneziane viene autorizzato a prendere, come proprietà privata, tutte le isole Cicladi non incluse nel trattato di divisione dell'impero bizantino. In realtà, questo diritto è stato dato a tutti i cittadini veneziani per tutte le terre bizantine non incluse nell'accordo. Nel frattempo, i genovesi sbarcarono e fortificarono Creta e Corfù, minacciando la potenza veneziana. La Repubblica arma una flotta per cacciarli. Marco Sanudo prese parte alla spedizione a Creta perché i genovesi erano una minaccia per la sua isola. La flotta veneziana catturato quattro galee genovesi in Spinalonga, quindi pattuglia il mare di Candia; ma non si è cercato di sbarcare e riconquistare l'isola. Alla fine della campagna, la flotta veneziana torna a casa e Sanudo naviga a Costantinopoli per ottenere dal nuovo imperatore latino (Enrico di Fiandra) la conferma per la sua conquista e iniziare il suo nuovo progetto: conquistare le Cicladi.

### Espansione del Ducato
L'autorizzazione data dalle autorità veneziane e imperiale diede inizio a un periodo di conquista di avventurieri. Una nuova spedizione, ancora finanziata privatamente, salpò nel 1206-1207. Quell'anno, Marco Sanudo con i suoi compagni e parenti controllato tutte le Cicladi. Suo cugino Marino Dandolo (un altro nipote di Enrico Dandolo) divenne signore di Andros. Altri parenti, i fratelli Andrea e Geremia Ghisi divennero signori di Tinos e Mykonos, con feudi su Kea e Serifos (anche nelle Sporadi). Jacopo Barozzi (da Venezia) conquistò Santorini. Anafi andò a Leonardo Foscolo. Guistianini Pietro e Domenico Michieli ricevettero ciascuno un quarto di Serifos e un quarto di Kea. Marco Sanudo prese il controllo di una dozzina di isole più grandi: Nasso, Paros, Antiparos, Milos, Kimolos, Ios, Amorgos, Siphnos, Sikinos, Syros, Folegandros e Kythnos (dove il Castelli e il Gozzadini erano i suoi vassalli). Le conquiste sembravano essere state relativamente facili. Non ci sono racconti di battaglie o di combattimento. Sembra che tutti i conquistatori dovevano fare era di presentarsi nel porto principale di un'isola e annunciassero la conquista. Gli storici suggeriscono alcune spiegazioni. Il primo è legato alla insicurezza causata dai pirati del Mar Egeo, e al momento solo la flotta veneziana era abbastanza forte per combatterli. La gente del posto non importava che i nuovi signori erano privati e non capitani al servizio di Venezia. Meglio loro che l'insicurezza. Inoltre, Sanudo non alienava la classe dirigente greca: i archontes. Lasciò anzi che mantenessero le loro proprietà, i loro privilegi e la loro religione. Così, nulla era da temere da una popolazione locale controllato dalla classe dirigente locale.

### Ducato dell'Arcipelago
Nel 1210, Marco Sanudo rese omaggio all'imperatore latino Enrico, che gli ha conferito il titolo di pari dell'impero bizantino e di duca dell'Arcipelago. Con questo omaggio, Sanudo ha scelto di diventare il vassallo dell'imperatore per evitare di finire solo un governatore delle isole in nome di Venezia. Così, ha fatto in modo le sue conquiste divennero le sue proprietà, in cambio degli obblighi feudali: aiuto e consiglio. Così, il sistema feudale occidentale si è diffuso in Grecia. Fatta eccezione per Ghisi che avrebbe potuto essere vassallo diretto dell'Imperatore, tutti gli italiani nelle Cicladi erano i vassalli di Marco Sanudo. Sanudo ha ricompensato i suoi soldati e marinai che avevano conquistato le isole insieme secondo la tradizione Occidentale: conferendo titoli di cavaliere e feudi in cambio degli obblighi feudali.
Sono diventati una nuova élite sociale a fianco dei archontes greci. Marco Sanudo ha riconosciuto i diritti e le opere di tutti i archontes greche. A Nasso sono noti 56 feudi (τόποι) in quel tempo: la metà erano in mani greche. Al contrario, a Candia, Venezia aveva confiscato le proprietà dei archontes greci e dovette affrontare numerose ribellioni. Marco Sanudo non ha mai avuto problemi con la "sua" gente. Il Duca aggiunse il sistema feudale all'antica organizzazione amministrativa bizantina e lo stesso avvenne per l'organizzazione religiosa: anche se la gerarchia cattolica era al potere, una gerarchia ortodossa esisteva ancora (anche se senza un vescovo, ma con un protopappas). Rapidamente, le due comunità si fusero. I "nobili", italiani e greci, parlavano italiano, e le classi inferiori parlava una fusione delle due lingue.

#### Organizzazione istituzionale
Sanudo governò direttamente Naxos e Milos e nominò governatori su tutte le altre isole. Secondo padre Saulger, Sanudo ha creato tutte le istituzioni del ducato, ma secondo Slot BJ, non ci sono prove reali di quel fatto. Marco Sanudo potrebbe essere stato aiutato da un consiglio, ispirato alla istituzione veneziana. Greci e Latini erano membri di quel consiglio. Sanudo avrebbe istituito la funzione politica del vicario, che avrebbe dovuto sostituirlo quando era lontano. C'erano anche un Kapetanios megas (in greco), comandante in capo delle truppe, un tesoriere, un cancelliere e un personale dell'amministrazione giudiziaria. Il Ducato, inoltre, batteva una propria moneta chiamata ducato.

### Morte e successione
Marco Sanudo morì nel 1227. Due anni dopo Ottone de la Roche, il primo duca di Atene, partì per la Francia. Tre anni dopo il Regno di Tessalonica crollò. Poco prima della morte di Goffredo I di Villehardouin, principe di Acaia. In un tempo molto breve, l'intero panorama politico dei crociati in Grecia si modificò radicalmente.
Secondo William Miller Marco Sanudo sposò una esponente della famiglia dei Lascaris. Ebbe un figlio, Angelo Sanudo, suo successore alla guida del Ducato.